# Leipäjuusto

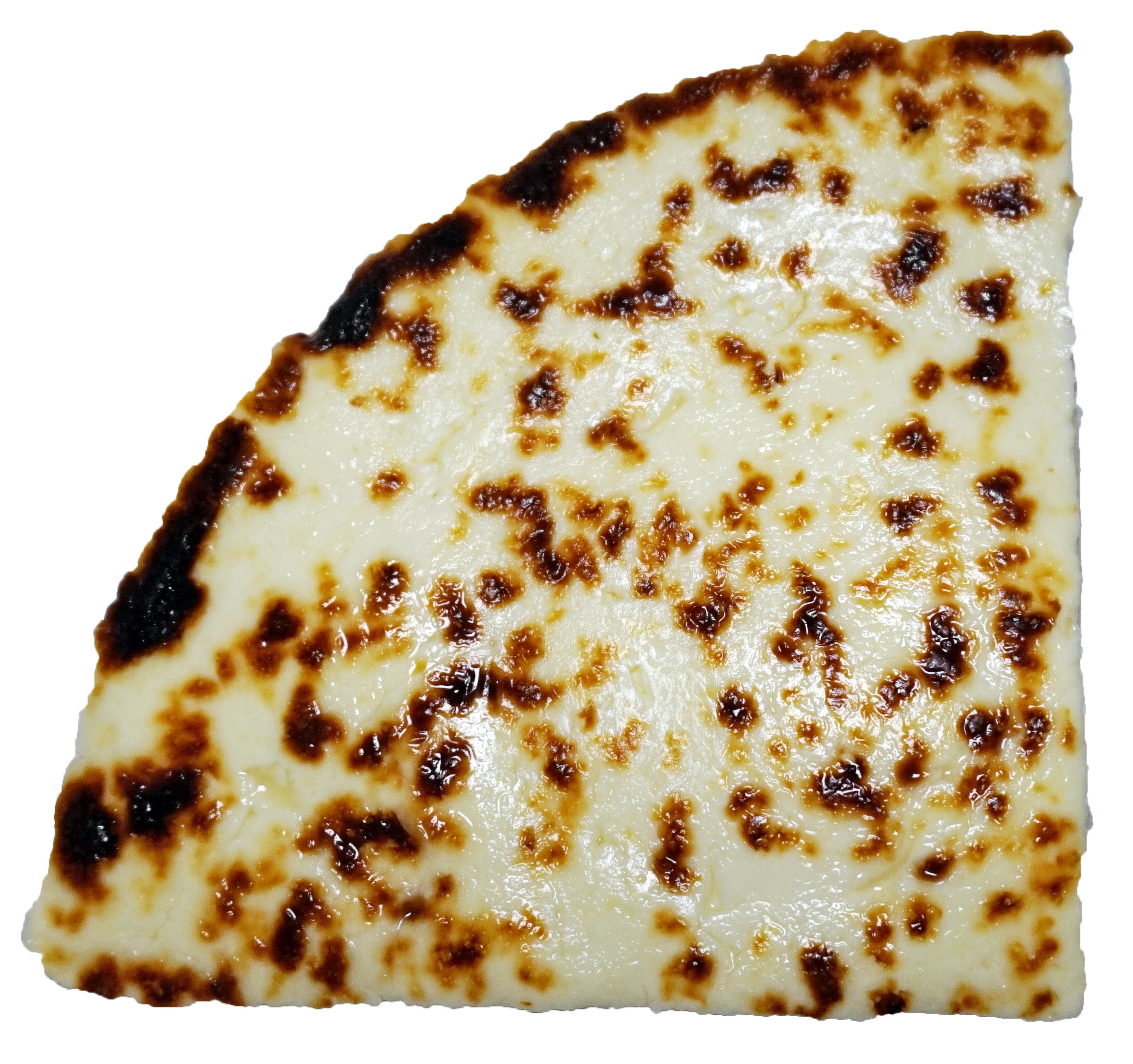
Leipäjuusto

El leipäjuusto o juustoleipä és un formatge finlandès a base de llet de vaca i amb menys del 10-12% de matèria grassa en l'extracte sec.

## Origen
S'elabora a Finlàndia tant de manera artesanal com industrial i el seu nom original en finès vol dir «pa de formatge». És popular també al nord de l'estat de Wisconsin, als Estats Units, a causa de la comunitat finoamericana que hi viu.

## Elaboració
En primer lloc, s'extreu el sèrum de la llet desnatada i, a continuació, s'introdueix la massa quallada en un motlle pla i es torra lleugerament al foc o al forn. Finalment, es deixa reposar uns quants dies.

## Característiques
Aquest formatge, disponible en diverses mides i formes (en general, d'uns 250 g de pes), posseeix sota la seua superfície (una mica torrada i marronosa) una pasta gairebé blanca, tova, llisa i cremosa. El seu sabor és suau o lleugerament dolç.

## Observacions
Els finlandesos solen prendre aquest formatge per a esmorzar o també com a postres, juntament amb melmelada o baies. El cafè, els sucs o la llet són les begudes tradicionals per a acompanyar-lo.